# Heimbuchenthal
Heimbuchenthal är en kommun och ort i Landkreis Aschaffenburg i Regierungsbezirk Unterfranken i förbundslandet Bayern i Tyskland.
Kommunen ingår i kommunalförbundet Mespelbrunn tillsammans med kommunerna Dammbach och Mespelbrunn.